# ارتجال

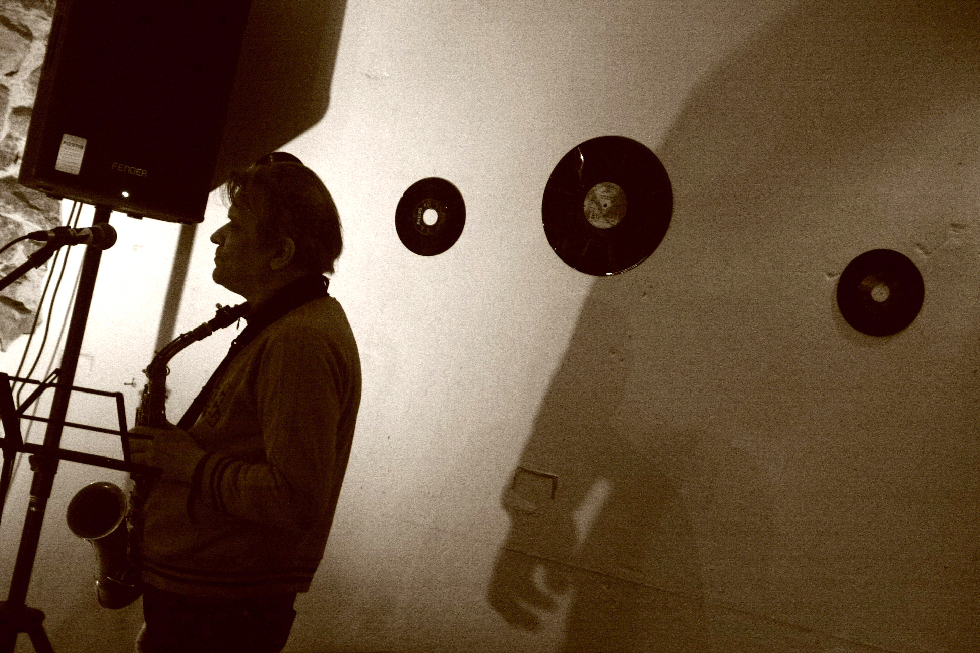
برونو روماني أثناء التوصيل

الارتجال هو إنجاز عفوي مباشر لفكرة فنية من غير تصميم أو تدوين سابقين. يؤديه الشاعر مبارزاً ومنافسا، والمغني غناء والموسيقي في أثناء العزف على آلته الموسيقية، وهو كذلك أداء تمثيلي مرتجل يكون جزء من تدريب الممثل أو مرحلة أولية في تكوين دور معين أو جزء من عرض مسرحي وقد اعتمد المسرح دائما ومنذ زمن بعيد على قدرة الممثل على الارتجال في مواقف معينة كما يحـدث في المشاهد الكوميدية بالمسرحيات الدينية ومسرحيات الفارس المستوحاة من التراث الشعبي وكذلك عروض الميلودراما والبانتومايم وفي ملاهي الميوزك هول. من معاني الارتجال ما يشرحه لسان العرب هو أنه «ابتداء الخطبة أو الشعر من غير تهيئة».
يختلف مفهوم الارتجال في كل حضارة عما سواها، ففي البلدان العربية نجده في الموال والتقاسيم الحرة وفي السودان نجده في الدوبيت، أما في الحضارة الغربية نجده في الموسيقى الكلاسيكية وخاصة في فقرة اداء حر وهي فقرة كان يرتجلها المغنون في الاوبرا لإظهار مهاراتهم الصوتية والادائية ثم أصبحت فيما بعد مقطع تتضمنه إحدى حركات الحوار في قالب كونشرتو وهذا الجزء يرتجله العازف ليبرز مهارته العزفية في الأداء.

## مفهوم الارتجال في الأدب
المقصود بالارتجال في المعاجم والقواميس الأدبية والمسرحية بأنه: "تقنية تتعلق باللعب الدرامي، حيث يؤدي الممثل أشياء مرتجلة، أي لم تكن مهيأة بشكل مسبق، وتبتكر داخل الفعل المسرحي. وهناك عدة درجات في الارتجال: ابتكار نص انطلاقا من شبكة معروفة بدقة (كما هو الشأن بالنسبة للكوميديا دي لارتي)، واللعب الدرامي انطلاقا من موضوعة أو أمر، وابتكار حركي ولفظي دون الاستناد إلى نموذج، ومخالفة كل التقاليد أو القواعد (غروتوفسكي، المسرح الحي)، والتحطيم اللفظي والبحث عن لغة جسدية جديدة (أرطو).
يمكن الحديث عن أنواع عدة من الارتجال، فهناك من حيث التأليف الفوري: ارتجالات بسيطة، وارتجالات مركبة. وهناك من حيث العدد: ارتجالات فردية، وارتجالات ثنائية، وارتجالات جماعية. وهناك من حيث المكونات المسرحية: ارتجالات ميمية، وارتجالات حوارية، وارتجالات منولوجية، وارتجالات كوريغرافية، وارتجالات غنائية. وهناك من حيث المستويات الدرامية: ارتجال التأليف، وارتجال التشخيص، وارتجال الإخراج، وارتجال السينوغرافيا. كما يمكن الحديث كذلك عن الارتجال الجزئي والارتجال الكلي.

## تاريخ
قد اعتمدت الموسيقى العربية منذ القديم على الارتجال في الأداء، إذ إن الارتجال، عموما، هو من أصول الموسيقى الشعبية. وكان أكثر المغنين العرب يرتجلون الشعر مع لحن[ ؟ ]ه في أثناء الغناء. وبقيت هذه الظاهرة واضحة في كثير من أنواع الغناء الشعبي، ويكون الارتجال فيه إما كلاما أو لحنا أو كليهما معا. ولعل ترتيل القرآن الكريم والأذان[ر. الإنشاد الديني] ما هما إلا نوع من الارتجال النغمي، وهما أقرب إلى الإلقاء الملحون غير المدون بعلامات موسيقية محددة وإنما مرسوم بمقام موسيقي معين.
اعتمدت فرق (الكوميديادي لارتا) التي ظهرت في إيطاليا خلال عصر النهضة على تقنية الارتجال قاعدة أساسية لاعمالها المسرحية حيث كان اعضاؤها ينفقون على سيناريو أو خط فعل درامي رئيس يبنون عليه احداث العرض المسرحي الذي يقدمونه للجمهور وعلى الخشبة. يرتجلون الحوار والحركات والتعبيرات المسرحية المختلفة.وكانت حجتهم في ذلك الاستخدام هي ان النصوص المكتوبة سلفا من قبل كتاب النصوص المسرحية المعروفين لا تلبي حاجات المجتمع وتطلعات الجمهور لانها تتحدث عن قضايا لا صلة لها بالواقع ولا علاقة لها بالحاضر وهي مكتوبة بأسلوب ادبي يصعب على المتفرج المسرحي الاعتيادي تقبله لذلك لجأت تلك الفرق إلى استخدام أسلوب الكلام الاعتيادي وبلهجات مختلفة تناسب شخوص المسرحيات المنحدرين من أقاليم مختلفة وتعالج امورا معاشة من الحياة اليومية للناس.
يعد ستانسلافسكي أول مخرج أعاد إحياء تقنية الارتجال إلى الخشبة المسرحية، بعد أن استخدمتها الكوميديا دي لارتي الإيطالية في القرن السادس عشر الميلادي. ومن أشكال الارتجال عند ستاسلافسكي: "العيش في الظروف القائمة فعلا. فمثلا عندما كان ستانسلافسكي يعمل في إخراج مسرحية (الأعماق السفلى) أخذ ممثليه إلى الحي الذي يتردد عليه الأفاقون والمنبوذون، وعمال التراحيل بموسكو حتى يستطيعوا أن يتشربوا من خلال ممارستهم تجربة العيش في الوحل والقذارة.

## الارتجال الموسيقي
هناك نوع آخر من الارتجال الغنائي العربي وهو «المواليا» أو «الموال»، وهو عبارة عن أشطر أربعة، في الأصل، من شعر خفيف تنظم على بحر البسيط غالبا، ويكون لحنها مرتجلا مع التقيد بالمقامات الموسيقية، من دون الإيقاع. وكان أول ظهور هذا النوع من الغناء في بغداد أيام العباسيين، ويعزو البعض ظهوره إلى أقدم من ذلك. ويقال إن أول من أنشده جارية جعفر البرمكي التي ندبته بالمواليا، ومن ثم انتقل هذا الغناء إلى سائر الجزيرة العربية ومصر والمغرب العربي.

## الارتجال المسرحي
بدأ المسرح الإنساني بالارتجال الفطري الطبيعي الذي كان يتسم بالعفوية والتلقائية والاحتفالية الشعبية ضمن مرحلة الظواهر الفردية، لينتقل بعد ذلك إلى مرحلة الحفظ والتنظيم مع مرحلة مأسسة المسرح، وإخضاعه لسلطة التأليف والتشخيص والإخراج والسينوغرافيا.
وعلى الرغم من كون المسرح اليوم يقوم على ضبط النص وحفظ الأدوار حفظا دقيقا، إلا أن للارتجال مكانة هامة ومعتبرة في المسرح المعاصر سواء في مسرح الكبار أم في مسرح الصغار؛ لما للارتجال من أهمية كبرى في تكوين الممثل وتدريبه وتأطيره، وإثارة المتلقي ذهنيا، واستفزازه وجدانيا، وإرباكه حركيا، وجذبه للمشاركة في بناء الفرجة الركحية بشكل تشاركي. الارتجال هو أول خطوة يلتجئ إليها الممثل لبناء شخصيته الفنية، وبناء ذاته فوق خشبة الركح. ويستلزم الارتجال أن يكون صاحبه ذا موهبة فنية عالية.

### الارتجال المسرحي في العالم العربي
تم تأسيس أول فرقة للعمل الارتجالي المحترف في بيروت عام 2008 من قبل المخرج اللبناني لوسيان بورجيلي ومن ثم قدم بورجيلي العمل الارتجالي التفاعلي «متلنا متلك»،في بيروت وعمان، وكان هذا العرض بمثابة الشرارة الأولى للمسرح الارتجالي العربي. منذ ذلك الحين والمسرح الارتجالي العربي بدأ بالتحرك والتفاعل، ولو ببطء شديد مع وجود رقابة على النصوص المسرحية في معظم البلاد العربية.

## ارتجال شعري
الارتجال موجود في الشعر أيضا، إذ أن الشعراء العرب يتبارون ويتنافسون في مجالسهم وذلك بانشاد ابيات شعرية فورية في المدح والرثاء والوصف وما زال هذا النوع من التنافس موجودا حتى اليوم.